# Ketapangia
Ketapangia is een geslacht van vlinders uit de familie mineermotten (Gracillariidae).
Het geslacht omvat volgende soorten:
- Ketapangia leucochorda  (Meyrick, 1908)
- Ketapangia regulifera  (Meyrick, 1933)